# Umfolozirivier
De Umfolozirivier is een rivier in KwaZoeloe-Natal (Zuid-Afrika).

## Eigenschappen
Het is een meanderende rivier, met een bekken van 11.086 km³ groot. Bij de monding is ze 38 meter breed, met een verval van 0,36 meter per kilometer. De gemiddelde korrelgrootte van het materiaal in de bedding is 0,35 mm (zand).

## Sedimenttransport
De rivier transporteert jaarlijks 1,4 miljoen ton sediment in suspensie naar Indische Oceaan.